# واویلون (سرزمین آلتای)
واویلون (به لاتین: Vavilon) یک منطقهٔ مسکونی در روسیه است که در سرزمین آلتای واقع شده‌است.